# Tennis Masters Cup 2003
La edición 34 de la Tennis Masters Cup se celebró del 8 al 16 de noviembre del 2003 en Houston, en los Estados Unidos.

## Individuales

### Clasificados
- Andre Agassi
- Guillermo Coria
- Roger Federer
- Juan Carlos Ferrero
- David Nalbandian
- Carlos Moyá
- Andy Roddick
- Rainer Schuettler
- Suplente: Mark Philippoussis

### Grupo rojo
| Resultados Round Robin-Win | Result-Res | -Winner-Winner-Winner-Win | -Score-Score-Score-Score |
| -------------------------- | ---------- | ------------------------- | ------------------------ |
| David Nalbandian (ARG)     | derrota a  | Juan Carlos Ferrero (ESP) | 6-3 6-1                  |
| Roger Federer (SUI)        | derrota a  | Andre Agassi (USA)        | 6-7(3) 6-3 7-6(7)        |
| Roger Federer (SUI)        | derrota a  | David Nalbandian (ARG)    | 6-3 6-0                  |
| Andre Agassi (USA)         | derrota a  | Juan Carlos Ferrero (ESP) | 2-6 6-3 6-4              |
| Andre Agassi (USA)         | derrota a  | David Nalbandian (ARG)    | 7-6(10) 3-6 6-4          |
| Roger Federer (SUI)        | derrota a  | Juan Carlos Ferrero (ESP) | 6-3 6-1                  |

### Grupo azul
| Resultados Round Robin-Win | Result-Res | -Winner-Winner-Winner-Win | -Score-Score-Score-Score |
| -------------------------- | ---------- | ------------------------- | ------------------------ |
| Rainer Schuettler (ALE)    | derrota a  | Guillermo Coria (ARG)     | 6-3 4-6 6-2              |
| Andy Roddick (USA)         | derrota a  | Carlos Moyá (ESP)         | 6-2 3-6 6-2              |
| Rainer Schuettler (ALE)    | derrota a  | Andy Roddick (USA)        | 4-6 7-6(4) 7-6(3)        |
| Guillermo Coria (ARG)      | derrota a  | Carlos Moyá (ESP)         | 6-2 6-3                  |
| Carlos Moyá (ESP)          | derrota a  | Rainer Schuettler (ALE)   | 7-5 6-4                  |
| Andy Roddick (USA)         | derrota a  | Guillermo Coria (ARG)     | 6-3 6-7(3) 6-3           |

| Resultados Etapa Final-Win | -Winner-Winner-Winner-Win | Result-Res | -Winner-Winner-Winner-Win | -Score-Score-Score-Score |
| -------------------------- | ------------------------- | ---------- | ------------------------- | ------------------------ |
| Semifinal                  | Andre Agassi (USA)        | derrota a  | Rainer Schuettler (ALE)   | 5-7 6-0 6-4              |
| Semifinal                  | Roger Federer (SUI)       | derrota a  | Andy Roddick (USA)        | 7-6(6) 6-2               |
| Final                      | Roger Federer (SUI)       | derrota a  | Andre Agassi (USA)        | 6-3 6-0 6-4              |

| Predecesor: 2002 | ATP World Tour Finals 2003 | Sucesor: 2004 |

- Datos: Q2031910